# Fortaleza oculta (álbum)
Fortaleza Oculta. es el cuarto álbum de estudio de la banda Fortaleza, y primero con la voz de Ariana; Representa la tierra. Fue publicado el 5 de octubre del 2012. El álbum cuenta con dos Sencillos oficiales además de sus respectivos videoclips del mismo. 

## Sencillos
Ninguna Eternidad Como La Mia es el primer sencillo que se desprendió de este álbum el 3 de octubre de 2012. Dulce Agonía es el segundo sencillo que se desprendió de este álbum el 18 de febrero de 2013. Cuenta con tres sencillos promocionales La Llegada, El Cisne Negro y Juegos De Guerra.

## Canciones
La Fortaleza Oculta da inicio al disco se pueden apreciar varios mensajes grabados. La Llegada Narra la historia del inicio de un mundo en una conspiración describiendo un mundo sin color dominado por dictadores pero al final la libertad siempre gobernara. Ninguna Eternidad Como La Mia narra la historia de un amorío que nació hace siglos pero nunca han podido estar juntos en la eternidad. Dulce Agonía fue escrita por Mario Dorantes y compuesta por Mighty Thor narra la agonía de una persona que sufre por haber perdido a un ser amado pero áun sigue amando y le sigue recordando. El Cisne Negro habla sobre el racismo y las rivalidades así como la idea de una libertad que se ve distante al igual que los sueños. Juegos de Guerra habla sobre las guerras y la muerte que existe en estas, así como las dinastías que existen en el mundo. Luna Mia habla sobre la pérdida de un ser amado y como pierde la esperanza sin el debido a que lo cambia pero al final se arrepiente. Enemigo Silencioso habla sobre como se va perdiendo la esperanza pero al final la recupera y continua su camino. Un Día Más narra la historia de cuando alguien por fin encuentra al amor de su vida y esta lo ayuda a seguir adelante pero al final lo pierde. Arráncame La Vida fue escrita y compuesta totalmente por Agústín Lara.

## Álbum
| Fortaleza Oculta |                                 |                |              |          |  |
| N.º              | Título                          | Escritor(es)   | Música       | Duración |  |
| 1.               | «Fortaleza Oculta»              | Fortaleza      | Fortaleza    | 2:27     |  |
| 2.               | «La Llegada»                    | Fortaleza      | Fortaleza    | 4:37     |  |
| 3.               | «Ninguna Eternidad Como La Mía» | Fortaleza      | Dash Beat    | 4:54     |  |
| 4.               | «Dulce Agoníá»                  | Mario Dorantes | Mighty Thor  | 4:33     |  |
| 5.               | «El Cisne Negro»                | Fortaleza      | Fortaleza    | 5:24     |  |
| 6.               | «Juegos De Guerra»              | Fortaleza      | Fortaleza    | 5:08     |  |
| 7.               | «Luna Mía»                      | Fortaleza      | Fortaleza    | 3:56     |  |
| 8.               | «El Enemigo Silencioso»         | Fortaleza      | Fortaleza    | 4:59     |  |
| 9.               | «Un Día Más»                    | Fortaleza      | Fortaleza    | 4:24     |  |
| 10.              | «Arrancáme la vida»             | Agústin Lara   | Agústin Lara | 3:02     |  |
| 43:47            |                                 |                |              |          |  |